# Harquency
Harquency é uma comuna francesa na região administrativa da Normandia, no departamento de Eure. Estende-se por uma área de 14,08 km². Em 2010 a comuna tinha 274 habitantes (densidade: 19,5 hab./km²).